# 萬那杜航空
萬那杜航空（英語：Air Vanuatu）是一間位於萬那杜的航空公司，成立及營運於1981年。萬那杜航空原名為新海布里地航空，1987年政府完全控制新海布里地航空，才更名為萬那杜航空，目前主要經營國際及國內航線。2024年5月，在取消了所有国际航班后，该公司进入自愿清盘程序。

## 目的地

### 国内
直至2009年11月， 瓦努阿圖航空共有28條國內航線

#### 马朗巴省
- Craig Cove（克雷格灣機場）
- Lamap（Malekoula Island Airport）
- Norsup（Norsup Airport）
- 帕馬島（Paama Airport）
- 西南灣（South West Bay Airport）
- 小石积（Ulei Airport）

#### 彭纳马省
- 奧巴島Longana（Longana Airport）
- 邁沃島Naone（Maewo-Naone Airport）
- 奧巴島Redcliffe（Redcliffe Airport）
- 彭特科斯特岛Lonorore（Lonorore Airport）
- 彭特科斯特岛Sara（Sara Airport）
- 奧巴島Walaha（Walaha Airport）

#### 谢法省
- 埃馬埃島（Siwo Airport）
- Lamen Bay（Lamen Bay Airport）
- Tongoa（Tongoa Airport）
- Valesdir（Valesdir Airport）

#### 塔菲亚省
- 阿納托姆島（阿納托姆机场）
- 阿尼瓦島（阿尼瓦机场）
- Dillon's Bay（狄龍灣機場）
- 富图纳岛（福杜納機場）
- Ipota（Ipota Airport）
- 塔納島（White Grass Airport）

#### 托尔巴省
- 加瓦島（加乌机场）
- 莫塔拉瓦島（莫塔拉瓦机场）
- Sola, 瓦努阿拉瓦島（瓦努阿拉瓦机场）
- 托雷斯群島（托雷斯机场）

### 國際

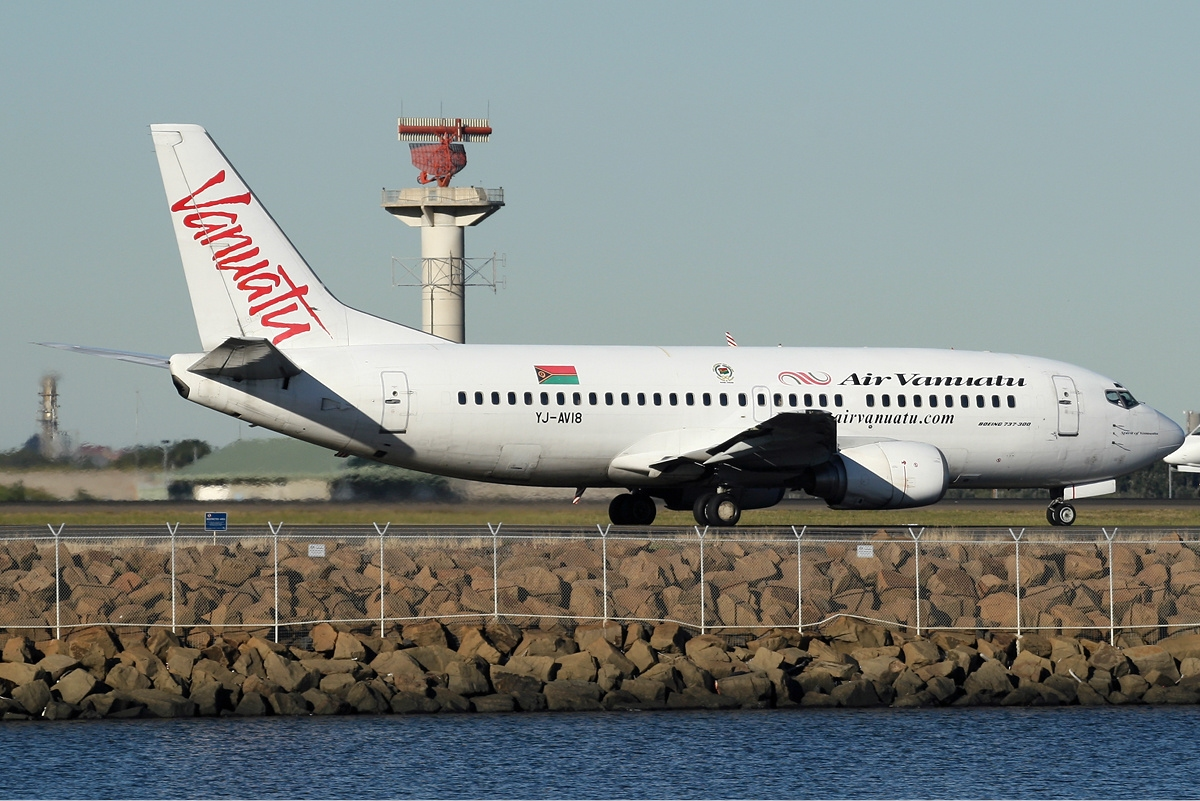
瓦努阿圖航空波音737-300在雪梨機場（此機已離開瓦努阿圖航空機隊）

直至2015年7月，瓦努阿圖航空的國際航點包括澳洲、斐濟、新喀里多尼亞、紐西蘭及所羅門群島。
| 城市     | 國家         | IATA | ICAO | 機場               | 備註 |
| -------- | ------------ | ---- | ---- | ------------------ | ---- |
| 奧克蘭   | 新西兰       | AKL  | NZAA | 奧克蘭機場         |      |
| 布里斯本 |              | BNE  | YBBN | 布里斯本機場       |      |
| 霍尼亞拉 | 所罗门群岛   | HIR  | AGGH | 霍尼亞拉國際機場   |      |
| 盧甘維爾 |              | SON  | NVSS | 桑托佩可亞國際機場 |      |
| 墨爾本   |              | MEL  | YMML | 墨爾本機場         |      |
| 楠迪     | 斐济         | NAN  | NFFN | 楠迪國際機場       |      |
| 努美阿   | 新喀里多尼亞 | NOU  | NWWW | 努美阿國際機場     |      |
| 維拉港   |              | VLI  | NVVV | 維拉港國際機場     |      |
| 蘇瓦     | 斐济         | SUV  | NFNA | 瑙索里國際機場     |      |
| 雪梨     |              | SYD  | YSSY | 雪梨機場           |      |

### 代碼共享協議
- 紐西蘭航空 - 奧克蘭
- 斐濟航空 - 楠迪、霍尼亞拉
- 澳洲航空 - 墨爾本 - 雪梨、布里斯本

## 機隊

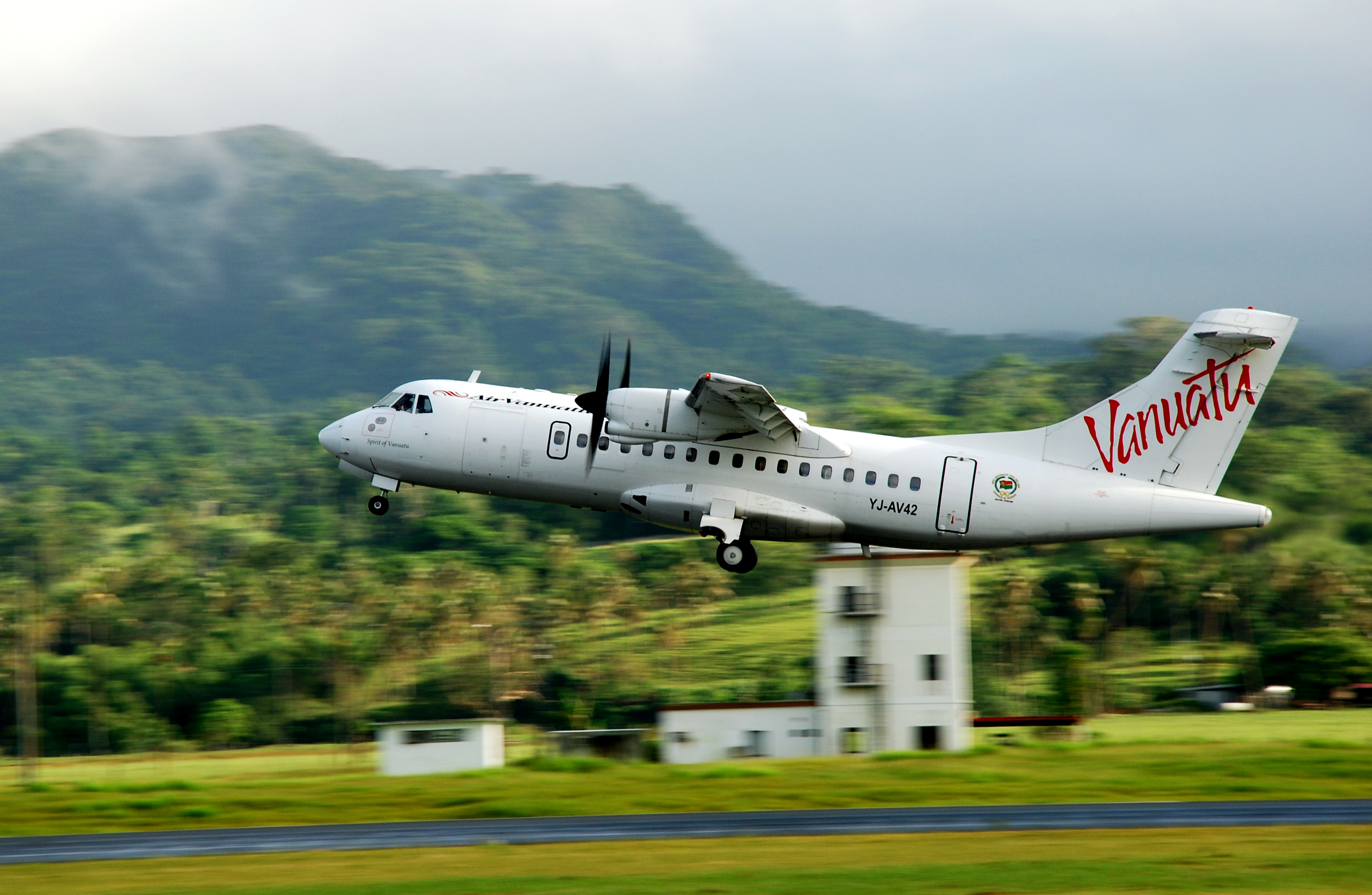
萬那杜航空的ATR 42客機在維拉港國際機場起飛（現已退役）

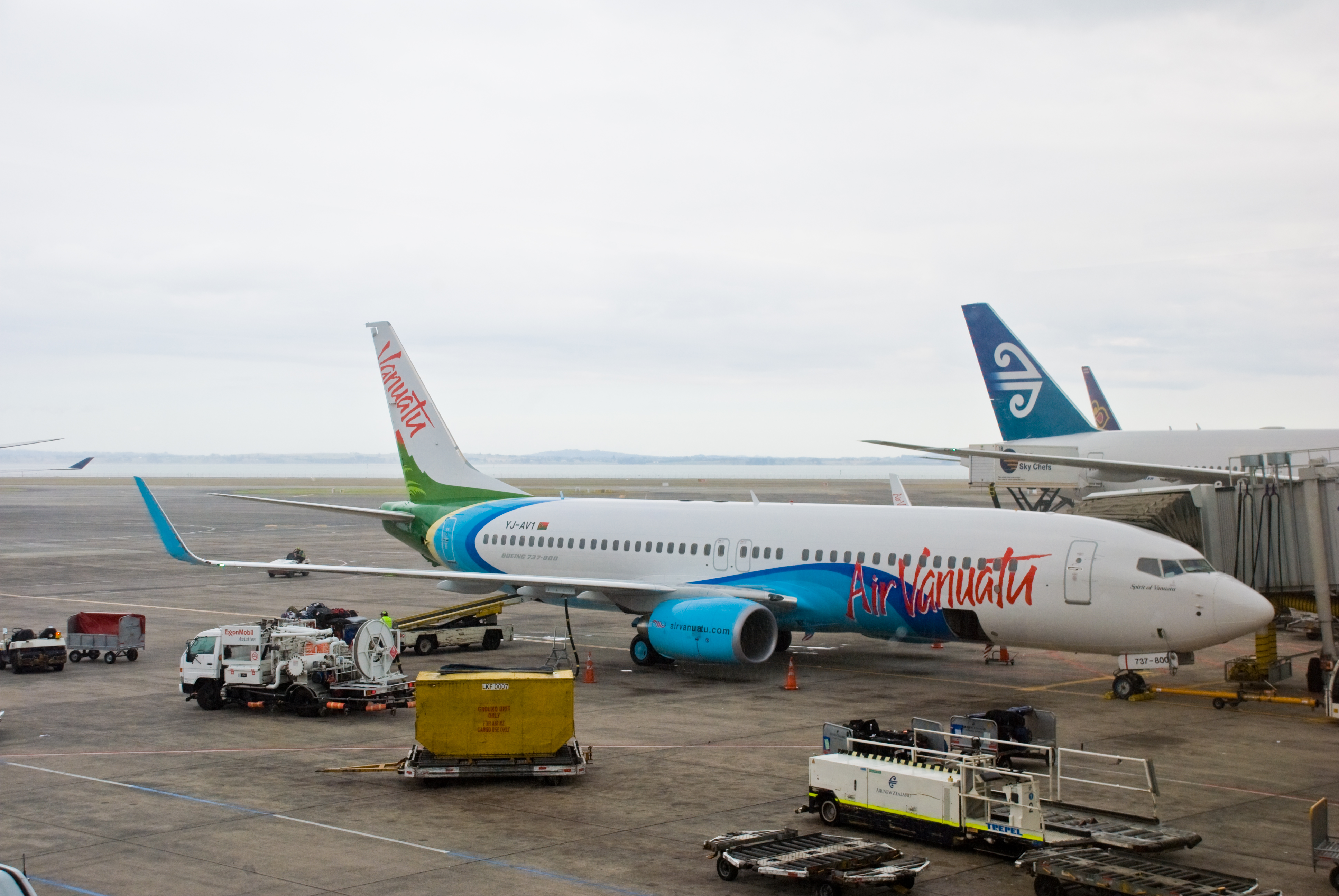
萬那杜航空的波音737-800在奧克蘭國際機場

直至2017年7月，瓦努阿圖航空共有7架飛機。

## 外部連結
- 萬那杜航空 （页面存档备份，存于）